# Шевченко, Валентина Семёновна
Валенти́на Семёновна Шевче́нко (укр. Валентина Семенівна Шевченко, урождённая Соля́ник; 12 марта 1935, Кривой Рог, Днепропетровская область — 3 февраля 2020, Киев) — советский комсомольский, партийный и государственный деятель.

## Биография
Родилась 12 марта 1935 года в городе Кривой Рог в семье шахтёра.
Окончила Киевский государственный университет (географический факультет, заочное отделение).
Трудовую деятельность начала в 1954 году старшей пионервожатой, затем работала учителем географии в средних школах Кривого Рога, секретарём комсомольской организации школы.
С 1957 года — секретарь Криворожского горкома комсомола, затем — секретарь Дзержинского райкома КПУ Кривого Рога.
На XVIII съезде комсомола Украины в 1962 году избрана секретарём ЦК ЛКСМУ, в 1962—1969 годах — секретарь ЦК ЛКСМУ (курировала пионерию и школы).
В 1968 году посетила Канаду.
В 1969—1973 годах — заместитель Министра просвещения Украинской ССР.
В 1973—1975 годах — заместитель председателя Президиума Украинского общества дружбы и культурных связей с зарубежными странами.
В 1975—1985 годах — заместитель Председателя Президиума Верховного Совета УССР.
С 22 ноября 1984 года по 27 марта 1985 года — и. о. Председателя Президиума Верховного Совета УССР (после смерти А. Ф. Ватченко).
27 марта 1985 года избрана по рекомендации В. В. Щербицкого Председателем Президиума Верховного Совета УССР (во время избрания самый молодой член Политбюро ЦК КПУ, 50 лет), в должности по 4 июня 1990 года.
Со 2 июля 1985 года по 25 мая 1989 года — заместитель Председателя Президиума Верховного Совета СССР.
Народный депутат СССР (1989—1991). Член ЦК КПСС (1986—1990).
В 1989 году отказалась принимать постановление о запрещении Руха.
В 1990-х годах возглавляла Национальный фонд «Украина — детям», Всеукраинский благотворительный фонд содействия развитию физической культуры, спорта и туризма.
С 2002 года — председатель «Конгресса деловых женщин Украины».
Умерла 3 февраля 2020 года. Похоронена 6 февраля 2020 года на центральной аллее Байкового кладбища рядом с мужем (участок № 52а).

## Награды
- Орден князя Ярослава Мудрого V степени (4 марта 2010 года) — за весомый личный вклад в социально-экономическое и культурное развитие Украины, активную общественную деятельность, многолетний добросовестный труд и по случаю Международного дня прав женщин и мира[3];
- Орден княгини Ольги I степени (16 января 2009 года)[4];
- Орден княгини Ольги II степени (3 марта 2005 года)[5];
- Орден княгини Ольги III степени (17 июня 1998 года)[6];
- Почётный гражданин города Киева — решение Киевсовета от 26.05.2005 № 396/2972.